# Myocastor coypus
O ratão-do-banhado (nome científico: Myocastor coypus), também conhecido por nútria, caxingui ou ratão-d'água, é uma espécie de roedor semiaquático e herbívoro. Classificado por muito tempo como o único membro da família Myocastoridae, Myocastor foi mais tarde incluído nos equimídeos, a família dos ratos espinhosos. O ratão-do-banhado vive em tocas ao longo de trechos de água e se alimenta de caules de plantas de rios. Originalmente nativo da América do Sul subtropical e temperada, desde então foi introduzido na América do Norte, Europa, Ásia e África, principalmente por fazendeiros de peles. Embora ainda seja caçado e preso por seu pelo em algumas regiões, seus hábitos destrutivos de escavação e alimentação muitas vezes o colocam em conflito com os humanos, e é considerado uma espécie invasora. O ratão-do-banhado também transmite diversas doenças para humanos e animais principalmente através da contaminação da água.

## Etimologia
O nome do gênero, Myocastor, deriva de duas palavras do grego antigo: "μῦς", que significa "rato", e "κάστωρ", que significa "castor". Dois nomes são comumente usados no inglês para o Myocastor coypus. O nome "nutria" (da palavra espanhola "nutria", que significa "lontra") é geralmente usado na América do Norte, Ásia e em todos os países da antiga União Soviética; no entanto, na maioria dos países de língua espanhola, a palavra "nutria" refere-se principalmente à lontra. Para evitar essa ambiguidade, o nome "coypu" ou "coipo" (derivado do Mapudungun) é usado na América do Sul e partes da Europa. No Brasil, é conhecido como "ratão-do-banhado".

## Nomenclatura e taxonomia
A espécie foi descrita por Juan Ignacio Molina em 1782 como Mus coypus. O gênero Myocastor foi atribuído em 1792 por Robert Kerr. Étienne Geoffroy Saint-Hilaire, independentemente de Kerr, denominou a espécie como Myopotamus coypus.
A espécie é politípica, sendo quatro subespécies reconhecidas:
- Myocastor coypus bonariensis (Geoffroy, 1806) - norte da Argentina, Bolívia, Paraguai, Uruguai, sul do Brasil (RS, SC, PR e SP)
- Myocastor coypus coypus (Molina, 1782) - Chile, Bolívia
- Myocastor coypus melanops (Osgood, 1943) - Ilha Chiloé, Chile
- Myocastor coypus santacruzae (Hollister, 1914) - região da Patagônia, Argentina

Tradicionalmente classificado em sua própria família, a Myocastoridae, o gênero Myocastor foi incluído na família dos equimídeos com base em análises filogenéticas. Acredita-se que M. c. bonariensis, a subespécie presente na parte mais setentrional (subtropical) da distribuição do ratão-do-banhado, seja a mais comumente introduzida em outros continentes.

## Filogenia
A comparação das sequências de DNA e proteínas mostrou que o gênero Myocastor é o grupo irmão do gênero Callistomys. Por sua vez, esses dois táxons compartilham afinidades evolutivas com outros gêneros da tribo Myocastorini: Proechimys e Hoplomys por um lado, e Thrichomys por outro, como mostrado no cladograma abaixo.
|  | Callistomys |
|  |             |
|  | Myocastor   |
|  |             |

|  | Hoplomys   |
|  |            |
|  | Proechimys |
|  |            |

|  | Callistomys |
|  |             |
|  | Myocastor   |
|  |             |

|  | Hoplomys   |
|  |            |
|  | Proechimys |
|  |            |

|  | Callistomys |
|  |             |
|  | Myocastor   |
|  |             |

|  | Hoplomys   |
|  |            |
|  | Proechimys |
|  |            |

|  | Callistomys |
|  |             |
|  | Myocastor   |
|  |             |

|  | Hoplomys   |
|  |            |
|  | Proechimys |
|  |            |

## Aparência

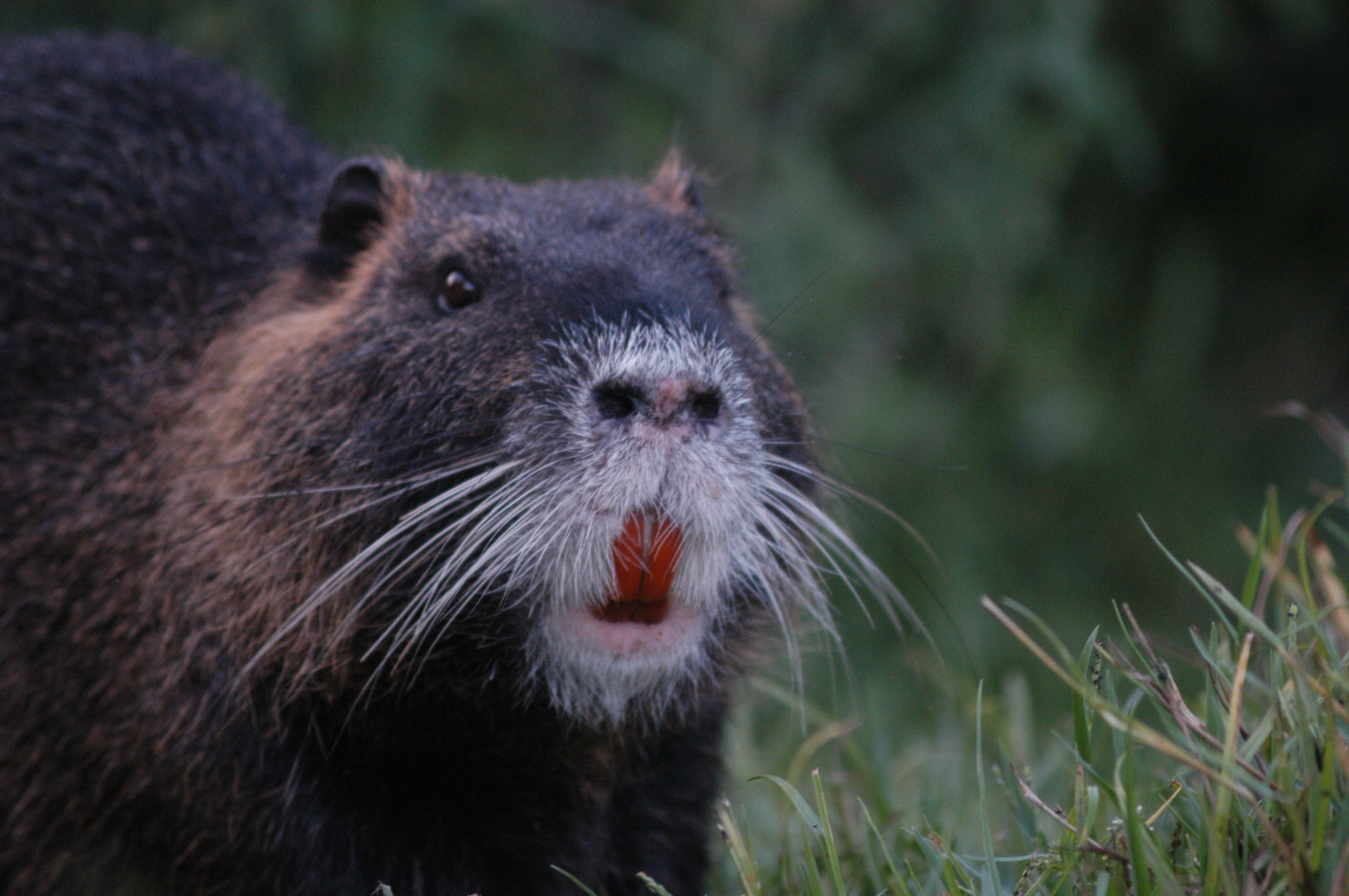
Grandes dentes amarelos estão claramente visíveis neste ratão-do-banhado

O ratão-do-banhado pode remeter a um rato muito grande, ou um castor com uma cauda pequena, longa e magra e sem pelos. Tipicamente, os adultos pesam de quatro a nove quilogramas (kg), tendo um comprimento de 40 a 60 centímetros (cm) e uma cauda de 30 a 45 cm. É possível que o animal pese de 16 a 17 kg. O ratão-do-banhado tem três conjuntos de peles. Os pelos da camada externa têm três polegadas (7,62 cm) de comprimento. Eles têm uma camada intermediária de pele grossa e marrom-escura com um cinza denso e macio sob a pele, também chamada de nutria. Três características distintivas são uma mancha branca no focinho, patas traseiras palmadas e grandes incisivos amarelo-alaranjados brilhantes. Eles têm aproximadamente 20 dentes com quatro grandes incisivos que crescem durante toda a vida.
Um ratão-do-banhado é muitas vezes confundido com o rato-almiscarado (Ondatra zibethicus), outro roedor semi-aquático amplamente disperso que ocupa os mesmos habitats de zonas úmidas. O rato-almiscarado, no entanto, é menor e mais tolerante a climas frios, e tem uma cauda achatada lateralmente que utiliza para ajudar na natação, enquanto a cauda de um ratão-do-banhado é redonda. Também pode ser confundido com um pequeno castor, pois castores e ratões-do-banhado têm anatomias e habitats muito semelhantes. No entanto, as caudas dos castores são planas e semelhantes a remos, ao contrário das caudas redondas do ratão-do-banhado.

## Vida
O ratão-do-banhado pode viver até seis anos em cativeiro; caso contrário, raramente vivem além dos três anos de idade. De acordo com um estudo publicado em 2009, 80% dos ratões-do-banhado morriam no primeiro ano e menos de 15% da uma população selvagem tinha mais de três anos. Considera-se que um ratão-do-banhado atingiu uma idade velha aos quatro anos de idade. Os machos atingem a maturidade sexual aos quatro meses e as fêmeas aos três meses; no entanto, ambos podem ter uma adolescência prolongada, até os 9 meses de idade. Uma vez que uma fêmea está grávida, a gestação dura 130 dias, e ela pode dar à luz apenas um ou até 13 filhotes; em média, são quatro. A fêmea acasala dentro de dois dias após o nascimento da prole. Os anos de reprodução ciclam de acordo om a tamanho da ninhada; no primeiro ano pode ser grande, no segundo ano o tamanho da ninhada será menor e no terceiro ano o tamanho será maior novamente. As fêmeas só podem produzir seis ninhadas em sua vida, raramente sete ninhadas.
Geralmente revestem ninhos com gramíneas e juncos macios. Ratões-do-banhado bebês são precociais, nascem totalmente peludas e com os olhos abertos; podem comer vegetação e nadar com seus pais poucas horas após o nascimento. Uma fêmea pode engravidar novamente no dia seguinte ao nascimento de seus filhotes. Se cronometrado corretamente, uma fêmea pode engravidar três vezes dentro de um ano. As recém-nascidas são amamentadas por sete a oito semanas, após as quais deixam suas mães. São conhecidos por serem territoriais e agressivos quando capturados ou encurralados. Podem morder e atacar humanos e cães quando ameaçados. São principalmente crepusculares ou noturnos, com a maior atividade ocorrendo ao entardecer e pôr do sol com maior atividade por volta da meia-noite. Quando a comida é escassa, forrageia durante o dia. Quando a comida é abundante, descansa e se arruma durante o dia.

## Distribuição
Nativo da América do Sul, subtropical e temperada, desde então o ratão-do-banhado introduzido na América do Norte, Europa, Ásia e África, principalmente por fazendeiros de peles. A distribuição fora da América do Sul tende a se contrair ou expandir com sucessivos invernos frios ou amenos. Durante os invernos frios, geralmente sofrem congelamento em suas caudas, levando à infecção ou morte. Como resultado, as populações muitas vezes se contraem e até se tornam local ou regionalmente extintas como nos países da Escandinávia e em estados dos EUA como Idaho, Montana e Nebraska durante a década de 1980. Durante invernos amenos, seus alcances tendem a se expandir para o norte. Por exemplo, nos últimos anos, foram observadas expansões de alcance em Washington e Oregon, bem como Delaware.
De acordo com o Serviço Geológico dos Estados Unidos, o ratão-do-banhado foi introduzido pela primeira vez nos Estados Unidos na Califórnia, em 1899. Eles foram trazidos pela primeira vez para Louisiana no início da década de 1930 para a indústria de peles, e a população foi mantida sob controle, ou em um tamanho populacional pequeno, por causa da pressão dos comerciantes de peles. O relato mais antigo do animal se espalhando livremente em áreas úmidas de Louisiana a partir de seus recintos foi no início da década de 1940; um furacão atingiu a costa da Louisiana para o qual muitas pessoas não estavam preparadas, e a tempestade destruiu os recintos, permitindo que o ratão-do-banhado escapasse para a natureza. De acordo com o Departamento de Vida Selvagem e Pesca da Louisiana, a nutria também foi transplantada de Port Arthur, Texas, para o Rio Mississippi em 1941 e depois se espalhou devido a um furacão no final daquele ano.

## Habitate alimentação
Além de se reproduzir rapidamente, o ratão-do-banhado consome grandes quantidades de vegetação. Um indivíduo consome cerca de 25% do seu peso corporal diariamente e se alimenta durante todo o ano. Sendo um dos maiores roedores existentes do mundo, o ratão-do-banhado adulto e saudável pesa em média 5,4 kg, mas pode chegar a 10 kg. Eles comem a base dos caules das plantas acima do solo e muitas vezes cavam o solo orgânico em busca de raízes e rizomas para comer. Comem partes e plantas inteiras, e vão atrás de raízes, rizomas, tubérculos e casca de salgueiro preto no inverno. A criação de "eat-outs", áreas onde a maioria da biomassa acima e abaixo do solo foi removida, produz manchas no meio ambiente, que por sua vez perturbam o habitat de outros animais e humanos dependentes de zonas úmidas e pântanos. O ratão-do-banhado se alimenta das seguintes variedades de plantas: Typha, Juncaceae, Sagittaria, Cyperus, Spartina, e juncos. Culturas comerciais que também comem são gramíneas, alfafa, milho, arroz e cana-de-açúcar.
Os ratões-do-banhado são encontrados mais comumente em pântanos de água doce e zonas úmidas, mas também habitam pântanos salobras e raramente pântanos salgados. Eles constroem suas próprias tocas ou ocupam tocas abandonadas por castores, ratos-almiscarados ou outros animais. Eles também são capazes de construir jangadas flutuantes com vegetação. Vivem em tocas parcialmente submersas; a câmara principal não está submersa no subsolo. São considerados uma espécie que vive em colônias — um macho compartilhará um covil com três ou quatro fêmeas e seus filhotes. Além disso, usam "plataformas de alimentação" que são construídas na água a partir de pedaços cortados de vegetação sustentados por uma estrutura como um tronco ou galhos. Tocas de ratos-almiscarados e alojamentos de castores também são frequentemente usados como plataformas de alimentação.

## Uso comercial e problemas

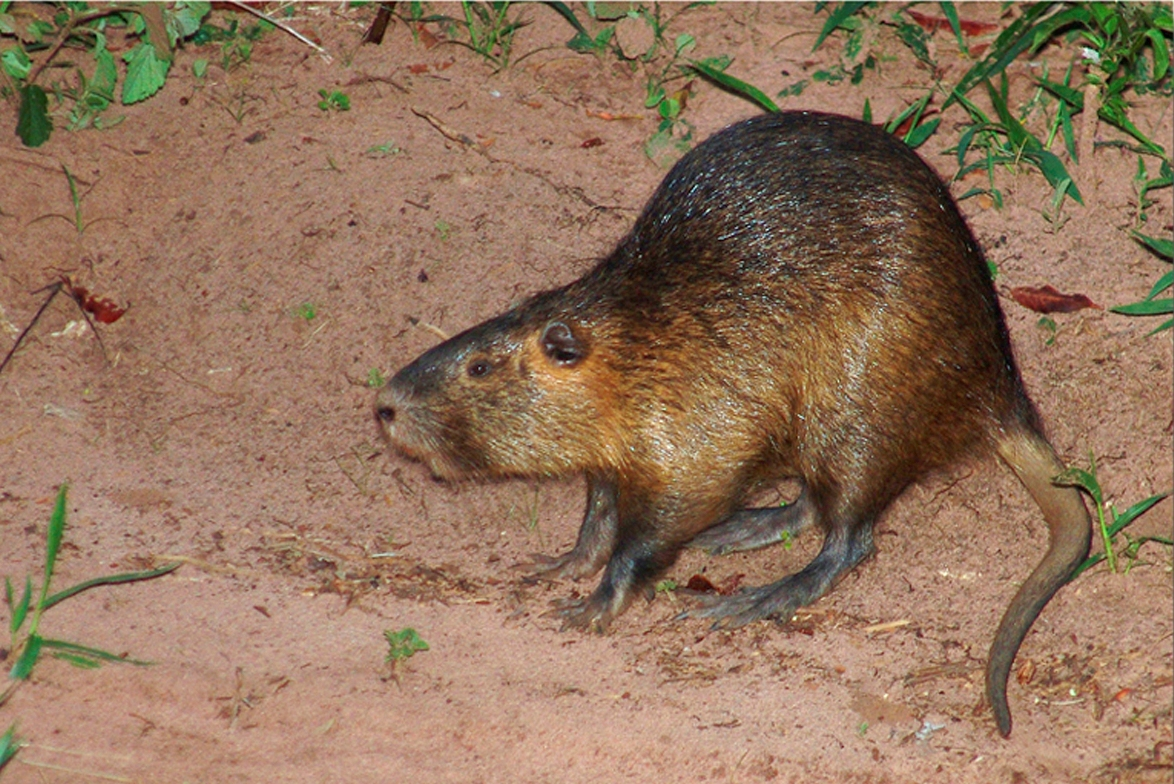
Ratão-do-banhado em Avaré, São Paulo

### Agricultura e comércio de peles
A extinção local em sua área nativa devido a sobre-exploração levou ao desenvolvimento de fazendas de peles de ratões-de-banhado no final do século XIX e início do século XX. As primeiras fazendas se formaram na Argentina e depois na Europa, América do Norte e Ásia. Essas fazendas geralmente não têm sido investimentos de longo prazo bem-sucedidos, e o ratão-de-banhado cultivado geralmente é liberado ou escapa à medida que as operações se tornam não lucrativas. A primeira tentativa de cultivo do animal foi na França no início da década de 1880, mas não foi um grande sucesso. As primeiras fazendas de ratões-de-banhado eficientes e extensivas foram localizadas na América do Sul na década de 1920. As fazendas sul-americanas tiveram muito sucesso e levaram ao crescimento de fazendas semelhantes na América do Norte e na Europa. Os ratões-de-banhado dessas fazendas muitas vezes escapavam ou eram deliberadamente soltos na natureza para fornecer um animal de caça ou para remover a vegetação aquática.
Ratões-de-banhado foram introduzidos no ecossistema da Louisiana na década de 1930, quando escaparam de fazendas de peles que os importaram da América do Sul. Ao menos um fazendeiro de ratões-de-banhado da região liberou os animais na natureza em 1933 e, mais tarde Edward Avery McIlhenny [en] liberou todo o seu estoque em 1945, em Avery Island [en]. Em 1940, alguns ratões-de-banhado escaparam durante um furacão e rapidamente povoaram pântanos costeiros, pântanos interiores e outras áreas úmidas.
Após um declínio na demanda por peles de ratões-de-banhado, eles se tornarram pragas em muitas áreas, destruindo a vegetação aquática, pântanos e sistemas de irrigação, e mastigando itens feitos pelo homem, como pneus e painéis de madeira na Louisiana, erodindo margens de rios e deslocando animais nativos. Os danos no estado têm sido suficientemente graves desde a década de 1950 para justificar atenção legislativa; em 1958, a primeira recompensa foi colocada em ratões-de-banhado, embora esse esforço não tenha sido financiado.:3 No início dos anos 2000, foi estabelecido o Programa de Controle de Ratões-de-Banhado do Litoral, que começou a pagar recompensas por ratões-de-banhado mortos em 2002.:19–20 Na região da Baía de Chesapeake em Maryland, onde foram introduzidos na década de 1940, acredita-se que os animais tenham destruído de 2 800 a 3 200 hectares (ha) de pântanos no Refúgio Nacional de Vida Selvagem Blackwater [en]. Em resposta, em 2003, um programa de erradicação multimilionário estava em andamento.
No Reino Unido, os ratões-de-banhado foram introduzidas no Reino da Ânglia Oriental, para produção de peles, em 1929; muitos escaparam e danificaram as obras de drenagem, e um programa conjunto do Ministério da Agricultura, Pesca e Alimentação os erradicou em 1989. No entanto, em 2012, um "rato gigante" foi morto em County Durham, com as autoridades suspeitando que o animal era, de fato, um ratão-de-banhado.

### Como alimento
Em 1997 e 1998, Louisiana tentou educar o público a consumir carne de ratão-de-banhado. Sua carne é mais magra, com menor teor de gordura e menor teor de colesterol em comparação com a carne moída. Em um esforço para incentivar os louisianos a comer essa carne, várias receitas foram distribuídas aos moradores e publicadas na internet. No entanto, o público ficou apreensivo com a ideia; quando perguntado em uma entrevista de 1997 ao The New York Times para especular sobre essa relutância, o Dr. Robert Thomas, diretor fundador do Centro Natural da Louisiana, disse: "Eu simplesmente não acho que as pessoas gostam de comer coisas que vêem mortas na autoestrada."
A Marsh Dog, uma empresa estadunidense sediada em Baton Rouge, Louisiana, recebeu uma doação do Programa Nacional do Estuário Barataria-Terrebonne para estabelecer uma empresa que usa carne de ratão-de-banhado como alimentos para cães.  Em 2012, a Federação de Vida Selvagem da Louisiana reconheceu a Marsh Dog com o prêmio "Conservador Empresarial do Ano" por encontrar um uso para essa proteína eco-sustentável. Uma solução ambientalmente correta reivindicada é o uso de carne de ratão-de-banhado para fazer guloseimas para cães.
No Quirguistão e no Uzbequistão, os animais são criados em terrenos privados e vendidos nos mercados locais como "carne de um homem pobre". Em 2016, no entanto, a carne estava sendo usada com sucesso no restaurante Krasnodar Bistro de Moscou, como parte do crescente movimento russo do localvore [en] e como uma mania foodie. Aparece no menu como um hambúrguer, cachorro-quente, bolinhos ou envolto em folhas de repolho, com o sabor sendo algo entre peru e porco.

## Impactos ecológicos

### Herbivoria e degradação do habitat

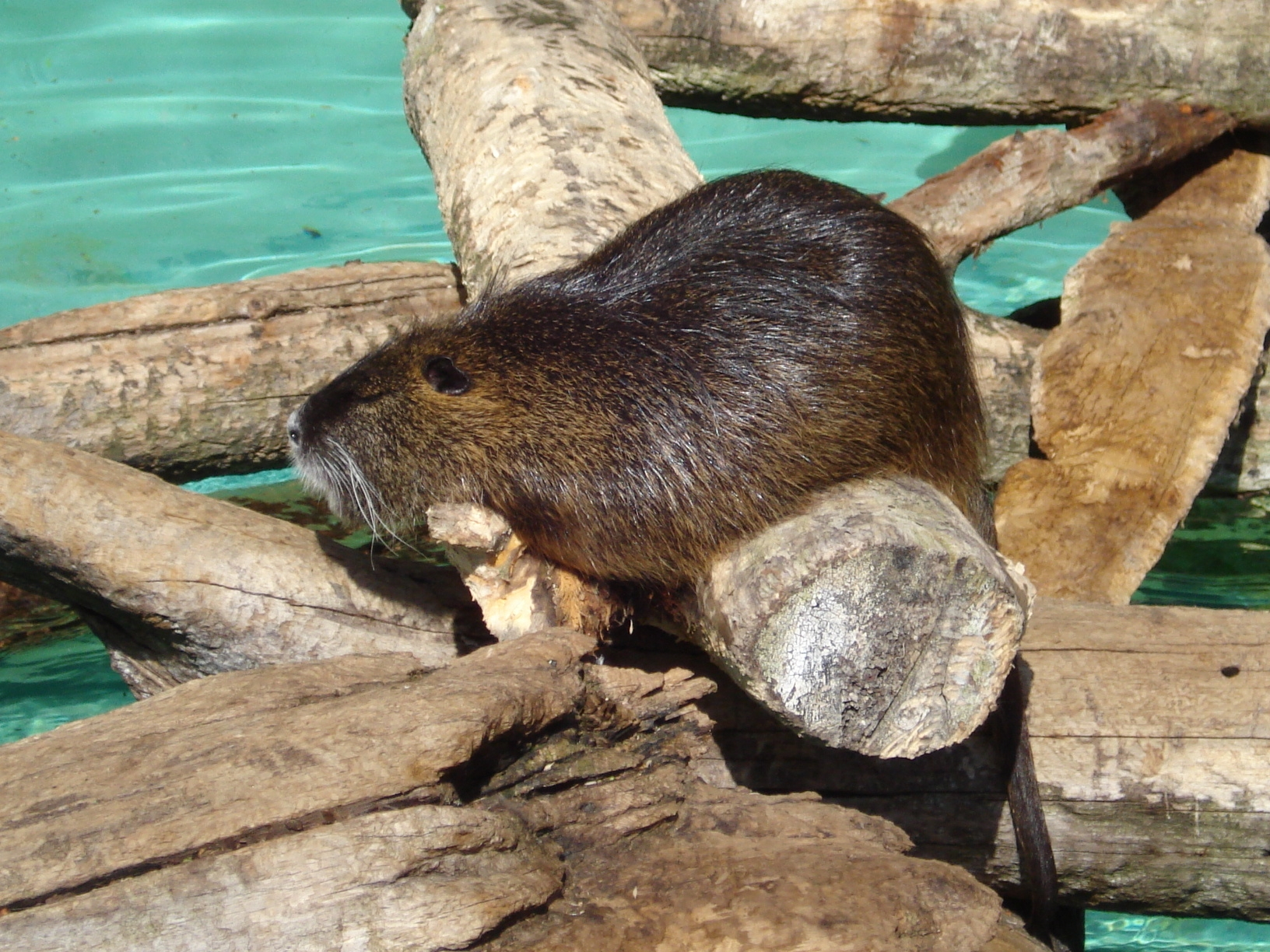
Ratão-de-banhado em zoológico de Zagreb

A herbivoria do ratão-de-banhado "reduz severamente a biomassa geral das zonas úmidas e pode levar à conversão de zonas úmidas em águas abertas. Ao contrário de outros distúrbios comuns em pântanos, como incêndios e tempestades tropicais, que ocorrem uma ou poucas vezes por ano, o ratão-de-banhado se alimenta durante todo o ano, de modo que seus efeitos sobre o pântano são constantes. Além disso, o animal é tipicamente mais destrutivo no inverno do que na estação de crescimento, em grande parte devido à escassez de vegetação acima do solo; enquanto os ratões-de-banhado procuram por comida, eles desenterram redes de raízes e rizomas para comida. Enquanto os ratões-de-banhado são os herbívoros mais comuns nos pântanos da Louisiana, eles não são os únicos. Os javalis (Sus scrofa), coelhos-do-pântano (Sylvilagus aquaticus), e ratos-almiscarados (Ondatra zibethicus) são menos comuns, mas os javalis estão aumentando nas zonas úmidas da Louisiana. Em áreas abertas à herbivoria dos ratões-de-banhado, foi encontrada 40% menos vegetação do que em áreas protegidas por cercas. Este número pode parecer insignificante e, de fato, a herbivoria por si só não é uma causa séria de perda de terra, mas quando a herbivoria foi combinada com uma perturbação adicional, como fogo, remoção de vegetação única ou remoção de vegetação dupla para simular uma tempestade tropical, o efeito dos distúrbios na vegetação foram muito amplificados. Essencialmente, isso significa que, à medida que diferentes fatores foram somados, o resultado foi menos vegetação geral. Adicionar fertilizante a áreas abertas não promoveu o crescimento das plantas; em vez disso, os ratões-de-banhado se alimentaram mais nas áreas fertilizadas. O aumento da entrada de fertilizantes nos pântanos só aumenta a biomassa do ratão-de-banhado em vez da vegetação pretendida, portanto, aumentar a entrada de nutrientes não é recomendado.
Zonas úmidas em geral são um recurso valioso tanto econômica como ambientalmente. Por exemplo, o United States Fish and Wildlife Service determina que as zonas úmidas cubram apenas 5% da superfície terrestre dos 48 Estados Unidos contíguos, mas sustentem 31% das espécies de plantas do país. Esses sistemas muito biodiversos fornecem recursos, abrigo, locais de nidificação e locais de descanso (particularmente as zonas úmidas costeiras da Louisiana, como Grand Isle para aves migratórias) para uma ampla variedade de vidas selvagens. Os humanos também recebem muitos benefícios das zonas úmidas, como água mais limpa, proteção contra tempestades, recursos de petróleo e gás (especialmente na Costa do Golfo), redução de inundações e redução de resíduos químicos e biológicos. Na Louisiana, a perda rápida de áreas úmidas ocorre devido a uma variedade de razões; em 2011, este estado perde uma área estimada do tamanho de um campo de futebol a cada hora. O problema se tornou tão sério que o xerife da Paróquia de Jefferson, Harry Lee [en] usou atiradores de elite da SWAT contra os animais.
Em 1998, o Departamento de Vida Selvagem e Pesca da Louisiana (LDWF) realizou a primeira pesquisa em toda a costa da Louisiana, financiada pela Lei de Planejamento, Proteção e Restauração de Zonas Húmidas Costeiras e intitulada Nutria Harvest and Wetland Demonstration Program, para avaliar a condição dos pântanos. A pesquisa revelou através de levantamentos aéreos de transectos que os danos de herbivoria às zonas úmidas totalizaram aproximadamente 90 mil acres (42 492 ha). No ano seguinte, a LDWF realizou a mesma pesquisa e descobriu que a área danificada pela herbivoria aumentou para cerca de 105 mil acres (32 375 ha). A LDWF determinou que as zonas úmidas afetadas por ratões-do-banhado diminuíram de um mínimo estimado de 80 mil acres (32 375 ha) de zonas úmidas da Louisiana na temporada 2002–2003 para cerca de 6 296 acres (2 548 ha) durante o período de 2010–2011.

### Reservatórios patogênicos e virais de doenças zoonóticas
Além dos danos ambientais diretos, os ratões-do-banhado são hospedeiros de um parasita nematoide da lombriga (Strongyloides myopotami) que pode infectar a pele de humanos, causando dermatites semelhantes à estrongiloidíase. Em inglês, a condição também é chamada de "nutria itch". Outros parasitas que esses animais podem hospedar são tênias, parasitas de fígado, e schistosoma. A contaminação do corpo d'água por ratões-do-banhado ocorre através da urina e fezes. Nutria também hospeda pulgas, carrapatos e Mallophaga [en] (tipo de piolho). Eles podem carregar várias doenças zoonóticas (doenças transmitidas de animais para humanos). Eles são reservatórios para salmonelose, o vírus da encefalomiocardite, chlamydia psittaci e a bactéria resistente a antibióticos Aeromonas spp.  Outras doenças zoonóticas preocupantes são mycobacterium tuberculosis, septicemia, toxoplasmose e rickettsiose.  De acordo com os Centros de Controle e Prevenção de Doenças (CDC), os ratões-do-banhado carregam duas das oito doenças que preocupam os Estados Unidos, raiva e salmonelose. É considerada uma espécie introduzida global e tem potencial para espalhar doenças para animais e humanos. Requer monitoramento preventivo para transmissão de doenças zoonóticas. Atualmente a imigração desses animais é monitorada para a destruição de habitats de pântanos, terras agrícolas, zonas úmidas e é medida em perda de habitat em acres.

## Galeria

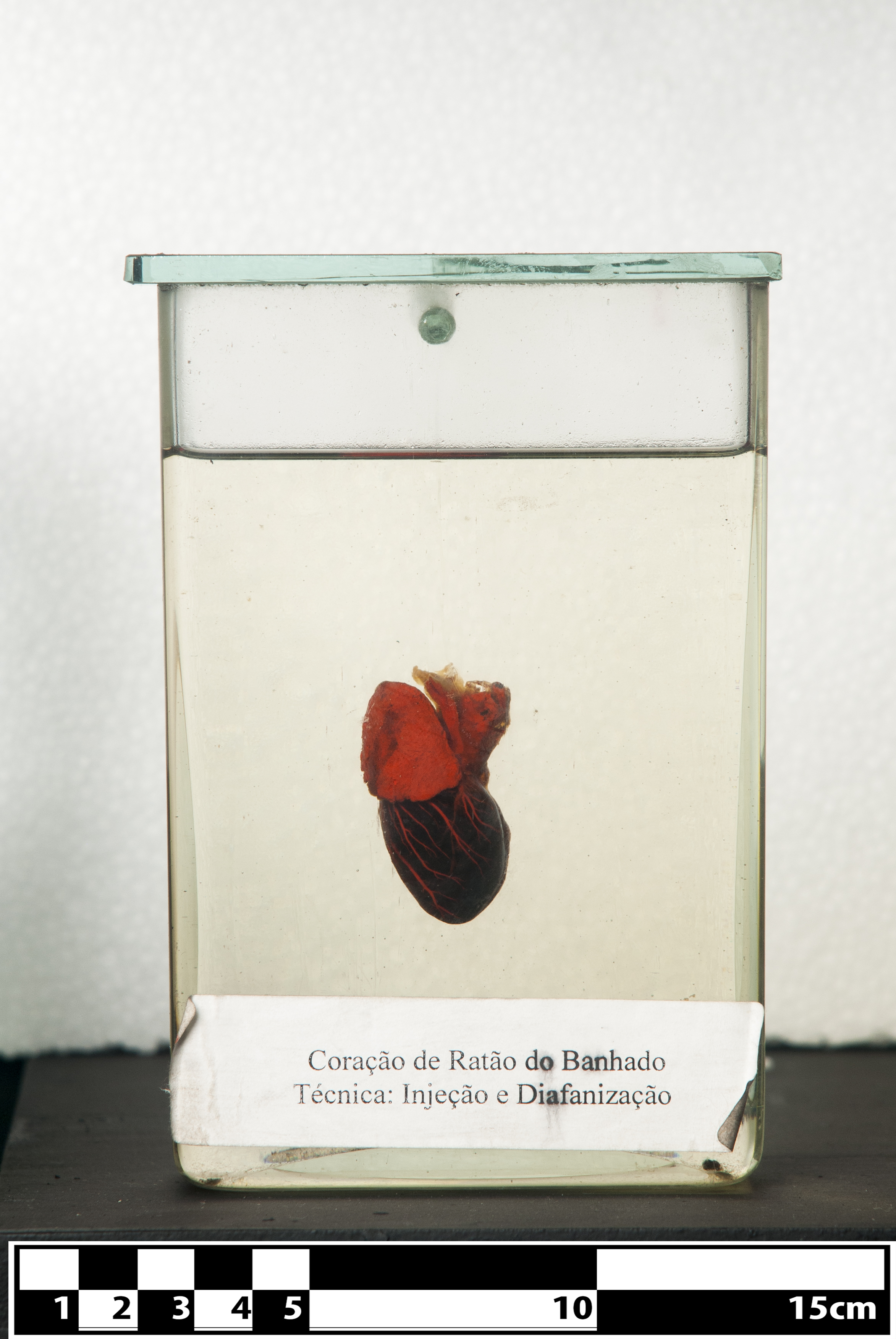
Coração de ratão-do-banhado, em exposição no MAV/USP
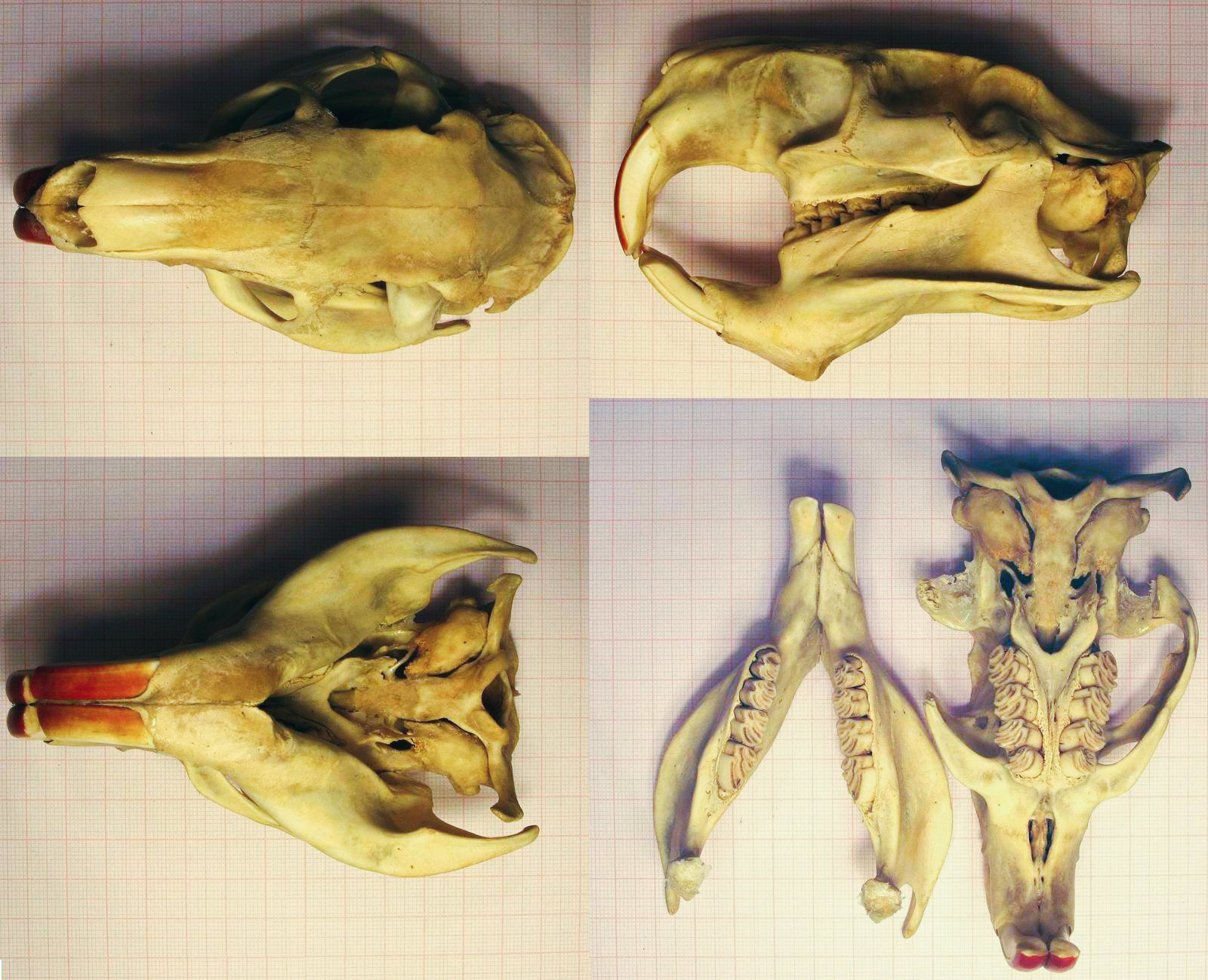
Crânio, de diversas perspectivas
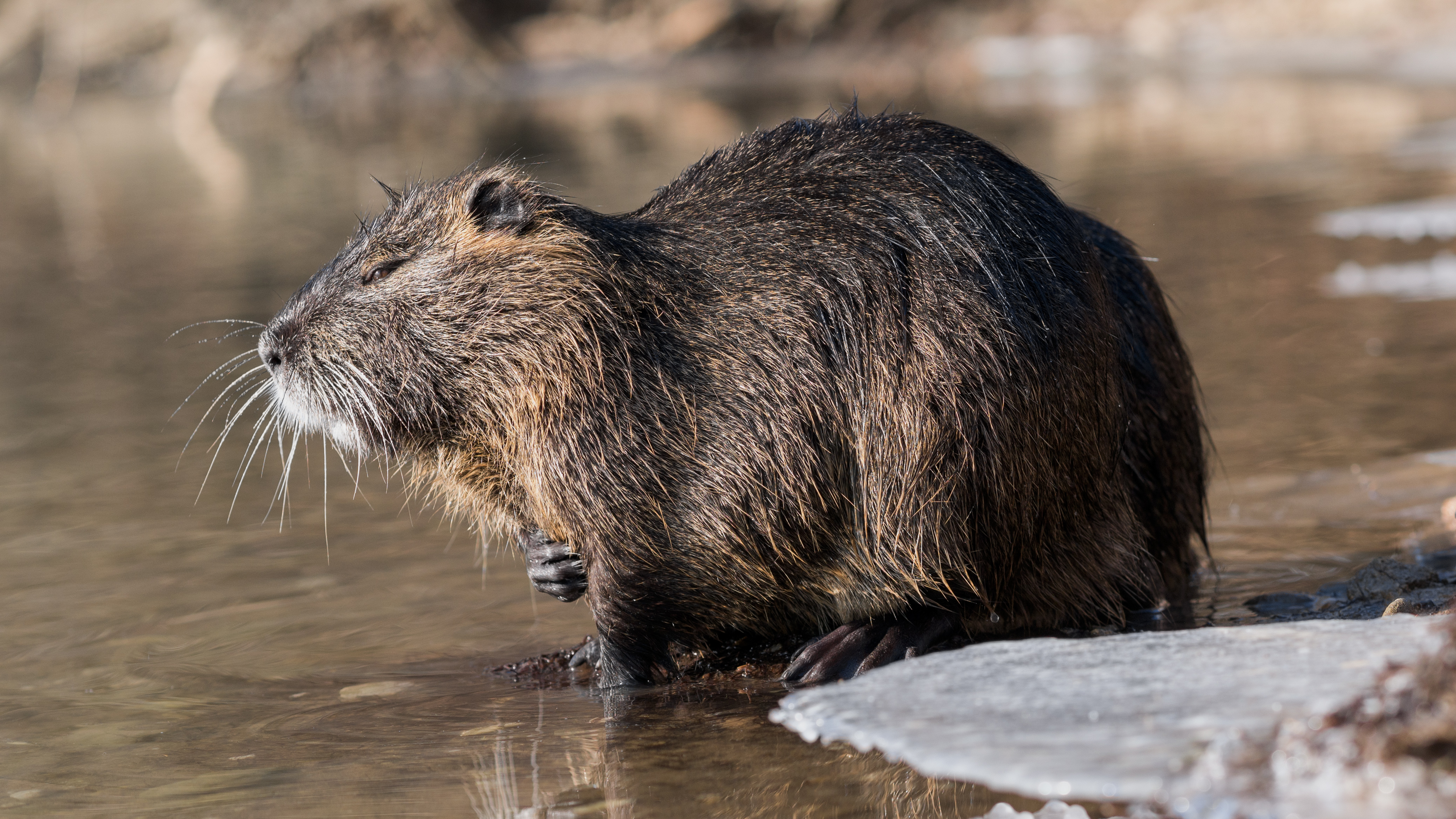
Ratão-do-banhado no rio
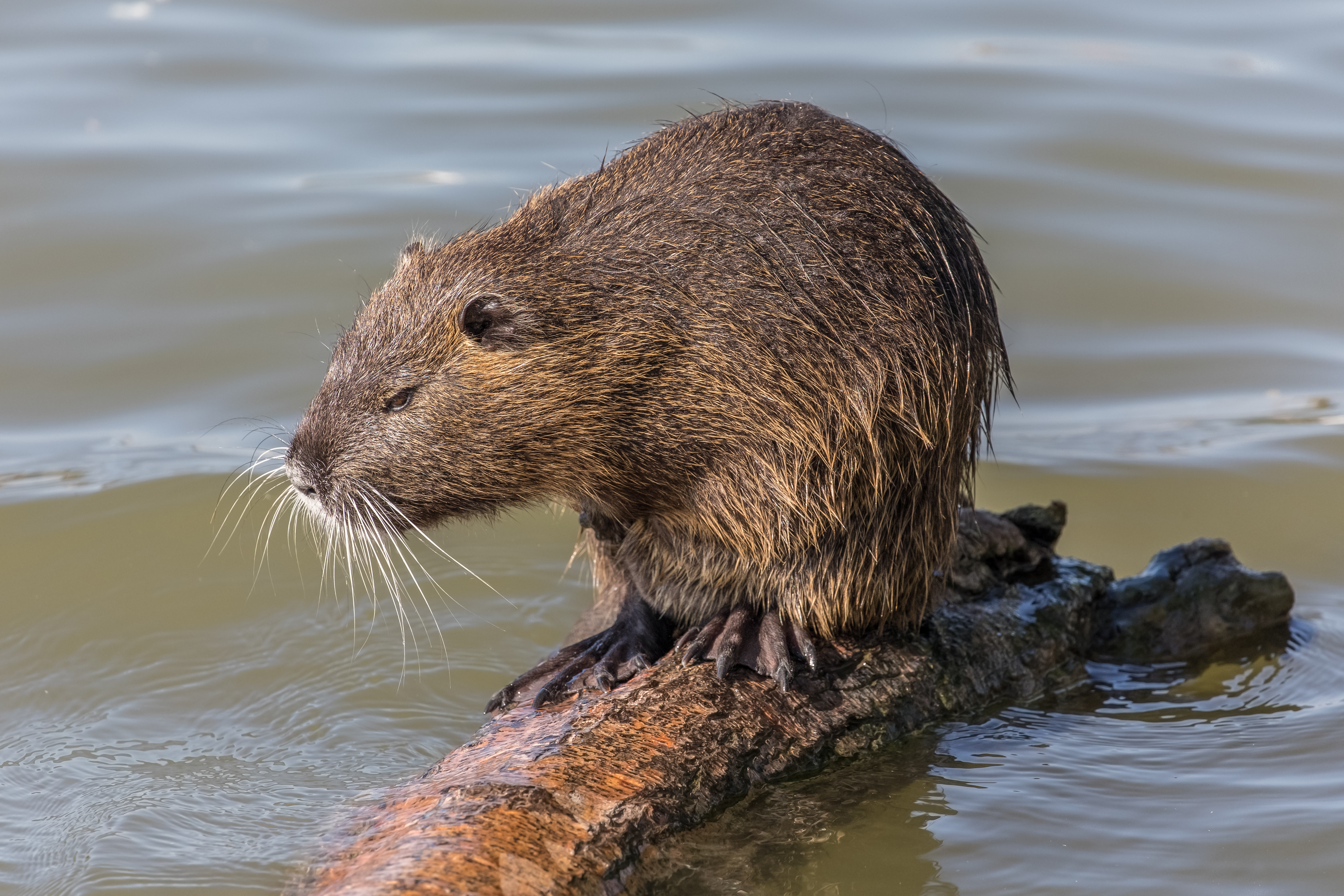
Ratão-do-banhado selvagem no rio Oise, na França
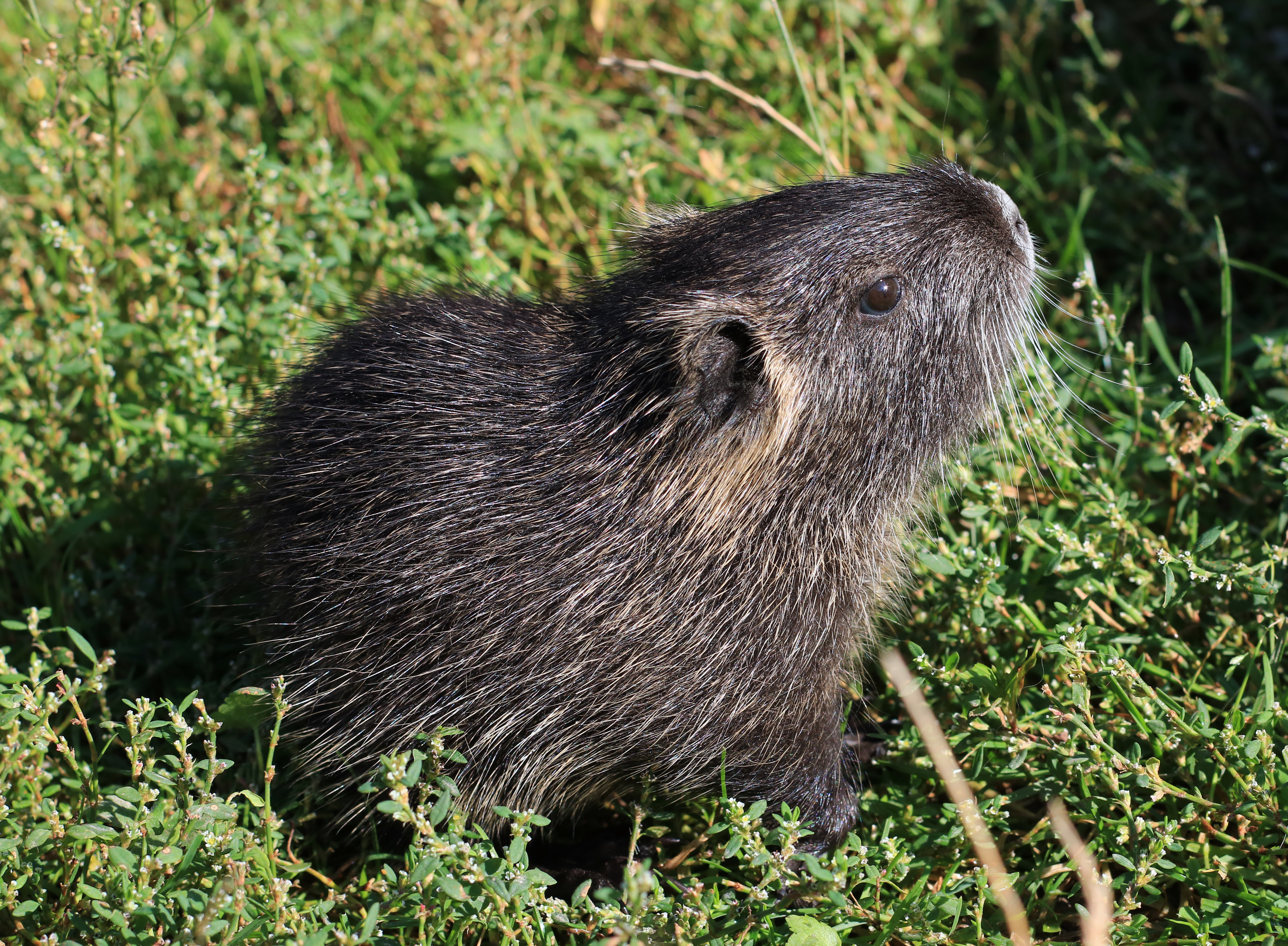
Bebê de ratão-do-banhado, com dez dias de idade